# 布鲁克林鹰报
《布鲁克林鹰报》 （Brooklyn Eagle），原名《布鲁克林每日鹰报》（The Brooklyn Daily Eagle），是美国布鲁克林（现属纽约市）的一份下午日报，1841年到1955年发行，一度是美国每日发行量最大的下午报纸。
该报纸最初的名字是原名《布鲁克林鹰报和国王县民主党报》（The Brooklyn Eagle and Kings County Democrat），1846年6月1日增加“每日”一词，改名为《布鲁克林每日鹰报和国王县民主党报》（The Brooklyn Daily Eagle and Kings County Democrat），1849年5月14日缩短为《布鲁克林每日鹰报》 ，1938年9月5日改为《布鲁克林鹰报》，但社论版仍沿用《布鲁克林每日鹰报》，直到1955年因罢工休刊。
1996年开始出版的同名报纸与本报无关。

## 历史

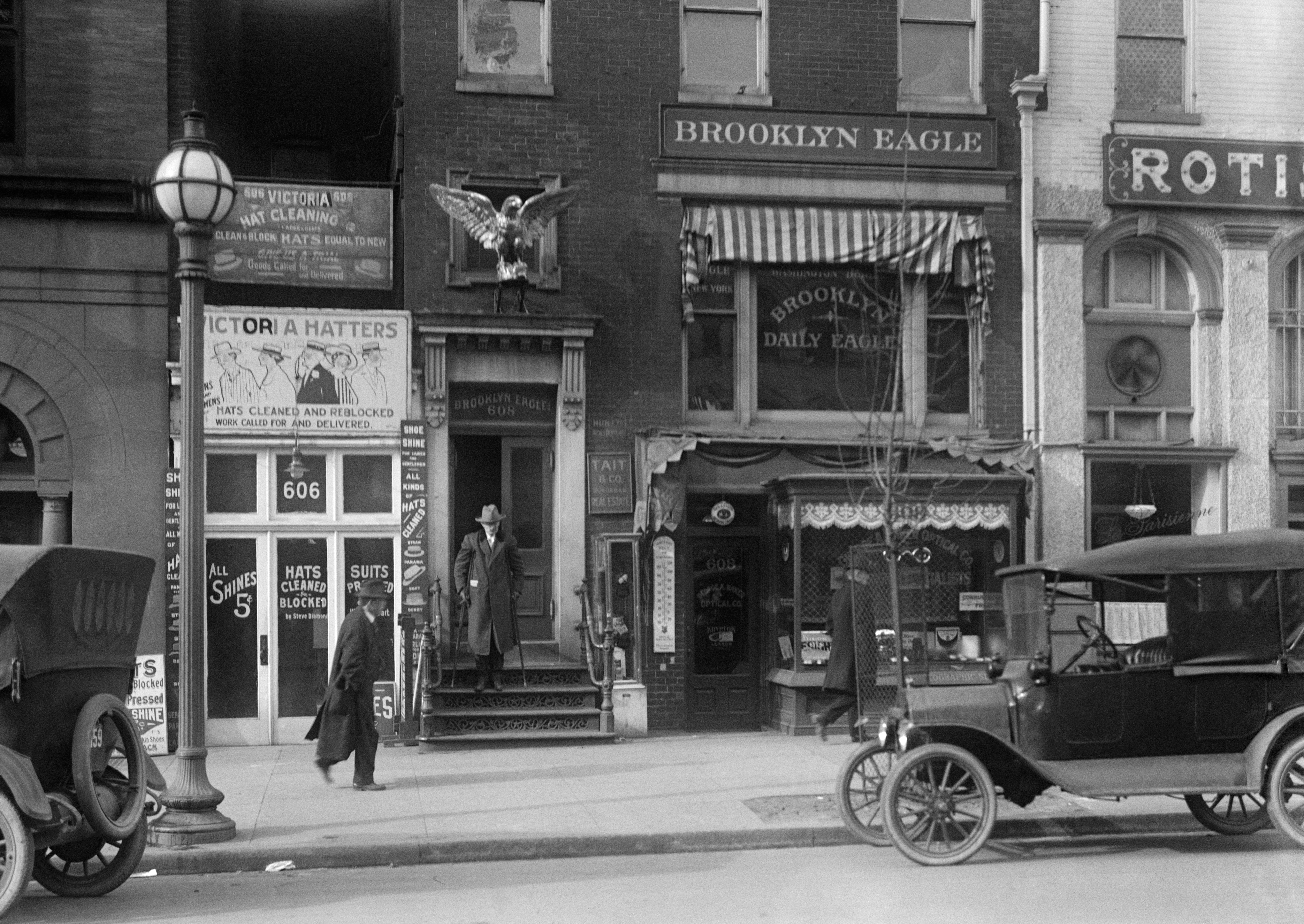
华盛顿特区分局办公室，1916年。

它于1841年10月26日创刊，总部位于布鲁克林（当时是一个市）老富尔顿街（Old Fulton Street）28号，即今鹰仓库（Eagle Warehouse）。创刊几天后，该报因印刷机火灾而停刊一个月。1846年至1848年，诗人沃尔特·惠特曼担任主编。
该报纸最初既报道客观新闻，也是民主党党报，在美国内战期间支持民主党。1938年8月，弗兰克·施罗斯（Frank D. Schroth）从普雷斯顿·古德费洛（M. Preston Goodfellow）手中买下了这份报纸，开始更加集中报道布鲁克林本地新闻。
该报因其犯罪报道而获得1951年普立茲公共服務獎。调查记者艾德·里德揭露了纽约市警察局腐败等问题，并导致纽约市市长威廉·奥德怀尔引咎辞职。
面对当地记者工会、报业公会罢工和经济压力，该报于1955年1月28日出版最后一期，然后在3月16日停刊。出版商的儿子托马斯·N·施罗斯（Thomas N. Schroth）是最后一位主编。
1960年，漫画出版商罗伯特·W·法雷尔（Robert W. Farrell）在破产法庭收购该报资产，同年出版了五版周日版《鹰报》。1962年至1963年，法雷尔和他的合伙人菲利普·恩西索（Philip Enciso）成立报纸联合公司（Newspaper Consolidated Corporation）短暂重新发行该报。1962-63年纽约市报纸罢工期间，该报纸的发行量从50,000份增加到390,000份，1963年6月25日休刊。
《布鲁克林每日公报》（The Brooklyn Daily Bulletin）在1955年《鹰报》停刊后开始出版。1996年，它与新建立的《布鲁克林每日鹰报》合并，继续以《布鲁克林每日鹰报》的名义出版。但这家报纸和原来的《鹰报》没有任何业务关系，原报纸名称已经进入公共领域。